# Zaluscodes aucklandicus
Zaluscodes aucklandicus är en tvåvingeart som beskrevs av Lamb 1909. Zaluscodes aucklandicus ingår i släktet Zaluscodes och familjen småharkrankar. Inga underarter finns listade i Catalogue of Life.